# Antígenes (general)
Antígenes (en griego, Aντιγένης; fallecimiento el 316 a. C.) fue un general de Alejandro Magno, quien también se desempeñó en tiempos de Filipo II de Macedonia, y perdió un ojo en el sitio de Perinto (340 a. C.). Después de la muerte de Alejandro (323 a. C.), obtuvo la satrapía del Imperio elamita. Fue uno de los comandantes de los Argiráspidas y estuvo con sus tropas el lado de Eumenes de Cardia. En la derrota de este último en el año 316 a. C., Antígenes cayó en manos de su enemigo Antígono I Monóftalmos, y fue quemado vivo por él:

"Ahora que Antígono había asesinado inesperadamente a Eumenes y a todo el ejército que se le había enfrentado, se apoderó de Antígenes, el comandante de los Escudos de Plata, le puso en un hoyo, y le quemó vivo." Diodoro de Sicilia, XIX-44